# Ramjet (personaje de Transformers)
Ramjet es un personaje ficticio de la serie Transformers es un miembro más de los Decepticons de la Segunda Unidad de Jets Rastreadores similares a las de Starscream y Thundercracker.

## Transformers G1
Cuando los Decepticons se enteran de que en una isla volcánica que permaneció demasiado oculta aún existían Dinosaurios, dicha isla es llamada "La Isla de Los Dinobots", es ahí donde Megatron y sus nuevos jets reclutas entre otros Decepticons empiezan a robar toda la energía que dicha isla volcánica libera de manera constante pero antes Megatron decide eliminar a los 5 Dinobots arrojándolos a un lago de brea.
Ramjet luego pasa a formar parte de la nueva línea de ataque de los Decepticons y junto a sus compañeros Thrust y Dirge, Megatron los considera como una nueva unidad de Jets de Rastreo más poderosos del Universo. Ramjet es uno de los Decepticons al cual no le gusta decir mucho las cosas, más le encanta hacerlo todo al acto, es muy callado y sumamente violento, nunca pierde una oportunidad para destruir todo a su paso, suele provocar colisiones a propósito con sus enemigos en el aire para derribarlos fácilmente, varios Autobots como Powerglide y Tracks son víctimas de esa particular estrategia. Cuando Megatron logra conquistar la ciudad de Metropolis, le ordena a Ramjet esclavizar a la ciudad entera y demostrarles a los humanos quienes mandan ahora, así que Ramjet viaja y destruye una serie de edificios estrellándose contra ellos y disparando a otros.
Ramjet apareció en la temporada 2. Hizo su primera aparición en el episodio #3, "Isla Dinobot Parte 1". El cómo Ramjet vino a la Tierra no se había demostrado.
Ramjet ha hecho apariciones regulares durante casi toda la segunda temporada.
Ramjet hizo breves apariciones en The Transformers: The Movie en primer lugar como el Decepticon derribado por Optimus Prime en la batalla de Ciudad Autobot, y en segundo lugar durante el intento de destrucción de Unicron de Cybertron en lo que casi es mordido por el mismo Unicron.
Después de la película, Ramjet fue lanzado contra un edificio y aparentemente destruido por Ultra Magnus, pero volvió a hacer pequeñas apariciones en toda la tercera temporada.

## Transformers Animated
En Transformers Animated, Ramjet es uno de varios clones de Starscream. Como cada clon hereda un rasgo de la personalidad de Starscream, representa el Mentiroso. Ramjet es un mentiroso patológico, hasta el punto de veces, incluso diciendo mentiras que están en contradicción con anteriores como por ejemplo llega al punto en decir que él es Starscream cuando no lo es.
Cuando Starscream pelea contra Megatron él es interrumpido por Isaac Sumdac cuando el pretende usar la Headmaster para acabar con los Decepticons Sumdac logra seccionar la cabeza de Starscream de su cuerpo al ver Ramjet y los otros clones de Starscream que su supuesto líder fracaso, Ramjet y los clones de Starscream deciden rendirle culto y lealtad a Megatron y así convirtiéndose en sus servidor.
Ramjet, Sunstorm y Slipstream se une con Lugnut y Blitzwing en el contraataque a Omega Supreme, pero Ramjet rápidamente dominado por el gigante Autobot junto con sus hermanos clones.
En la 3.ª temporada el aparece junto con Lockdown y Sentinel Prime en lo cual Sentinel negocia con Lockdown en entregarle Decepticons a cambio de pasarle unas mejorías para su Armadura pero como Ramjet es el clon mentiroso le engaño a Sentinel Prime lo cual Lockdown y Sentinel Prime le tendieron una emboscada en eso llega Optimus Prime y los demás Autobots y finalmente logran detenerlo.
Aunque arrojado en una celda en el centro junto con Blitzwing, Swindle, Sunstorm y Lugnut, Sunstorm se libera y ayuda a Ramjet y a los otros Decepticons a escapar durante el regreso de la nave a Cybertron. Después de ayudar en la toma de la nave, Ramjet recibe un casco en forma de Cono a lo que podía decir a él ya su hermano clonico Sunstorm. Pero una vez que Optimus Prime llega, se produjo una pelea con Ramjet y los otros Decepticons lo cual fueron capturados y llevados a Cybertron.